# Yukarıtütek, Diyadin
Yukarıtütek là một xã thuộc huyện Diyadin, tỉnh Ağrı, Thổ Nhĩ Kỳ. Dân số thời điểm năm 2011 là 75 người.